# Verucchio
Verucchio (Vrócc in romagnolo) è un comune italiano di 10 054 abitanti della provincia di Rimini in Emilia-Romagna, situato a sud-ovest del capoluogo.

## Geografia fisica
Posto fra il mare e la collina (alta circa 300 m s.l.m.) a 18 km da Rimini, Verucchio sorge nella vallata del Marecchia che domina da una posizione rialzata.
Confina a nord con Santarcangelo di Romagna, a est con Rimini, a sud con Sassofeltrio e lo Stato di San Marino, a sud-ovest con San Leo e ad ovest con Poggio Torriana.
È costituito da due principali abitati: al borgo collinare storico si aggiunge la frazione bassa di Villa Verucchio, nodo dell'attività economico-industriale. Il territorio comunale comprende anche un'exclave: la frazione di Pieve Corena, separata dal resto del comune dallo Stato di San Marino e distante 12 km.

## Origini del nome
Il nome deriverebbe dal latino verruculus, maschile di verrucula ("piccola verruca") nel senso figurato di rialzo, altura, in riferimento al rilievo su cui sorge il paese. Altre ipotesi, sempre riferite alle geomorfologia del sito, ipotizzano una connessione con "verone" ovvero balcone, a sua volta di origine però incerta. Chi si orienta su una matrice etrusca cita diversi toponimi simili presenti in Toscana, come Veròlla (già Verunula) presso Lamporecchio in provincia di Pistoia. 

## Storia
(Dante Alighieri, Divina Commedia, Inferno, canto 27 - versi 46-48)

### Origini e antichità

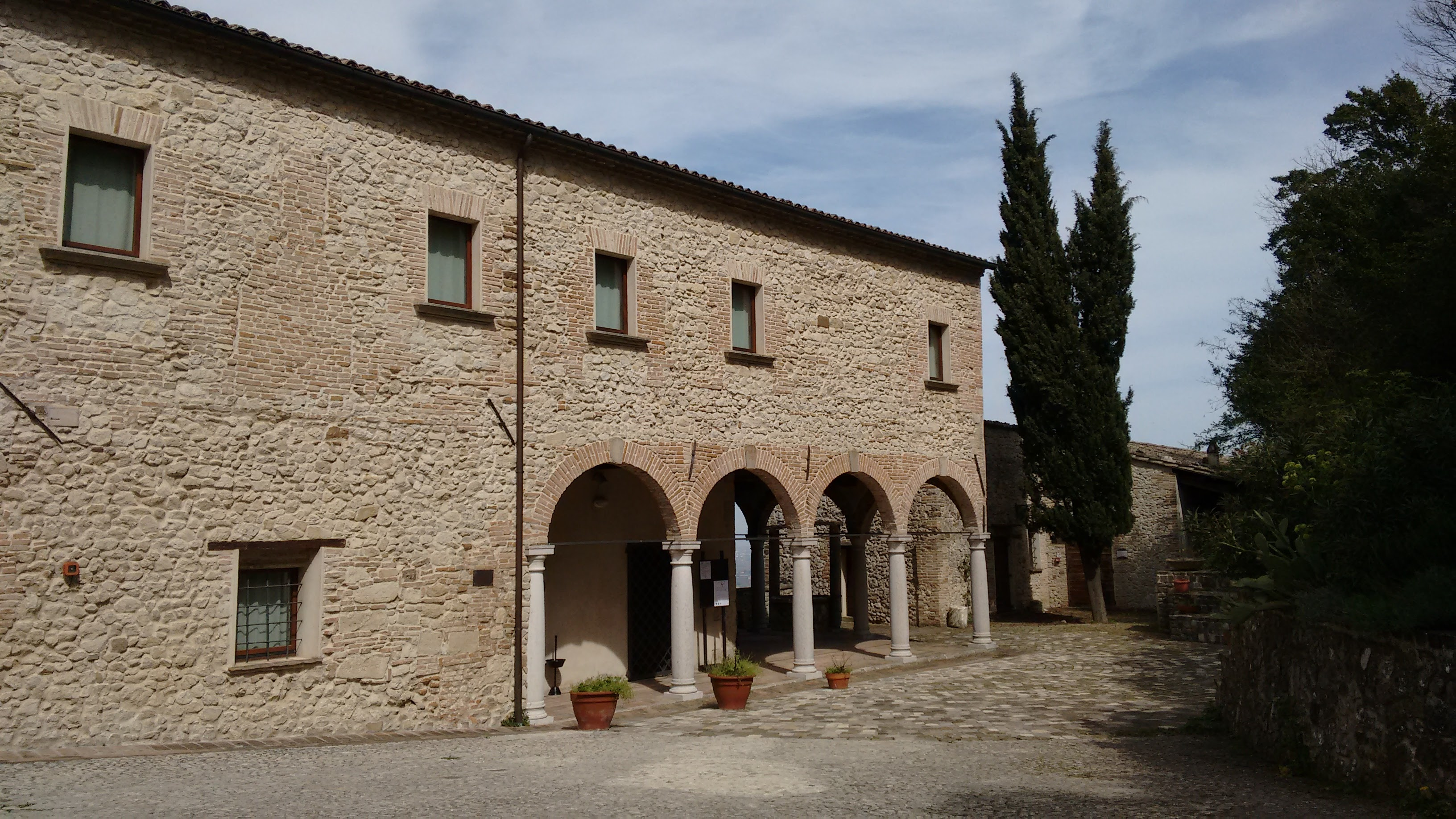
L'ingresso del Museo civico archeologico che raccoglie i reperti archeologici provenienti dalla zona di Verucchio

L'origine dell'abitato risale a tempi molto antichi. Le campagne di scavo effettuate fra il 1893 e il 1894, poi negli anni settanta e nel 2005 hanno restituito oltre 600 sepolture databili tra il X e il VII secolo a.C.. I ricchi corredi funerari (monili, fibule, vestiario, vasellame, armi, finimenti per cavalli) e le prove di complesse attività rituali consentono di riconoscere nelle tombe una manifestazione della civiltà villanoviana, la fase più antica della civiltà etrusca. I corredi funebri hanno permesso di conoscere alcuni aspetti della vita dei gruppi aristocratici. Le abbondanti testimonianze di quest'epoca sono raccolte nel Museo civico archeologico, che espone i reperti provenienti dalle necropoli limitrofe.
Il ruolo dell'insediamento di Verrucchio si definisce come di assoluto primo piano nell'area romagnola e adriatica, tanto da giustificare l'ipotesi che in questo centro sia da identificare il sito più antico di Rimini (Arimmna per gli Etruschi, come Arimnus era il nome antico del fiume Marecchia).
L'insediamento della prima età del Ferro conobbe un tramonto piuttosto precoce intorno al VII sec. a.C. La sua funzione di punto di incontro e di scambio fra i mercanti greci in cerca di ambra e chi offriva la preziosa resina fossile che giungeva in Adriatico dalle coste baltiche, fu assunta prima da Spina e quindi da Adria. In seguito il centro fu obliterato dalla crescita di Rimini, che i romani fondarono nel 268 a.C. come colonia di diritto latino con il nome di Ariminum. Nella piana fluviale presso Villa Verucchio, lungo la via Ariminensis che costeggiava il percorso antico del Marecchia, è emerso di recente un tratto della strada romana e una necropoli con reperti del I-II sec. d. C. certamente connessa a un vicus che però non è ancora stato individuato.
Il centro del paese si sviluppò ai piedi dello sperone su cui oggi sorge l'abitato, ma sull'estermit del colle detta Monte Ugone si ritiene vi fosse un torrione di epoca romana.
Durante le durissime guerre gotiche e le lunghe contese fra Longobardi del Ducato di Spoleto e Bizantini di Ravenna, l'insediamento tornò in cima alla collina per ragioni difensive. Nel 962 sarebbe stato concesso in feudo dall'imperatore Ottone I a Ugo dei conti di Carpegna, la prima casata ad avere il controllo di gran parte dell'entroterra riminese e del Montefeltro; ma il diploma che attesta tale atto è risutato falso.
La prima citazione scritta di un castrum risale al 1114, ma la posizione strategica all'imbocco della valle del Marecchia - dove l'iter Arretinum conduce alla Val Tiberina - lascia pensare che sia stata fortificata fin dalla più remota antichità. Nel XII secolo appaiono le prime notizie sull'avvento della famiglia dei Malatesta. Nel 1295 Malatesta "da Verucchio", che Dante Alighieri chiama "il Mastin vecchio", si impadronì di Rimini cacciandone i ghibellini Parcitade e dando inizio alla signoria di fatto sul territorio.

### Medioevo ed Età Moderna

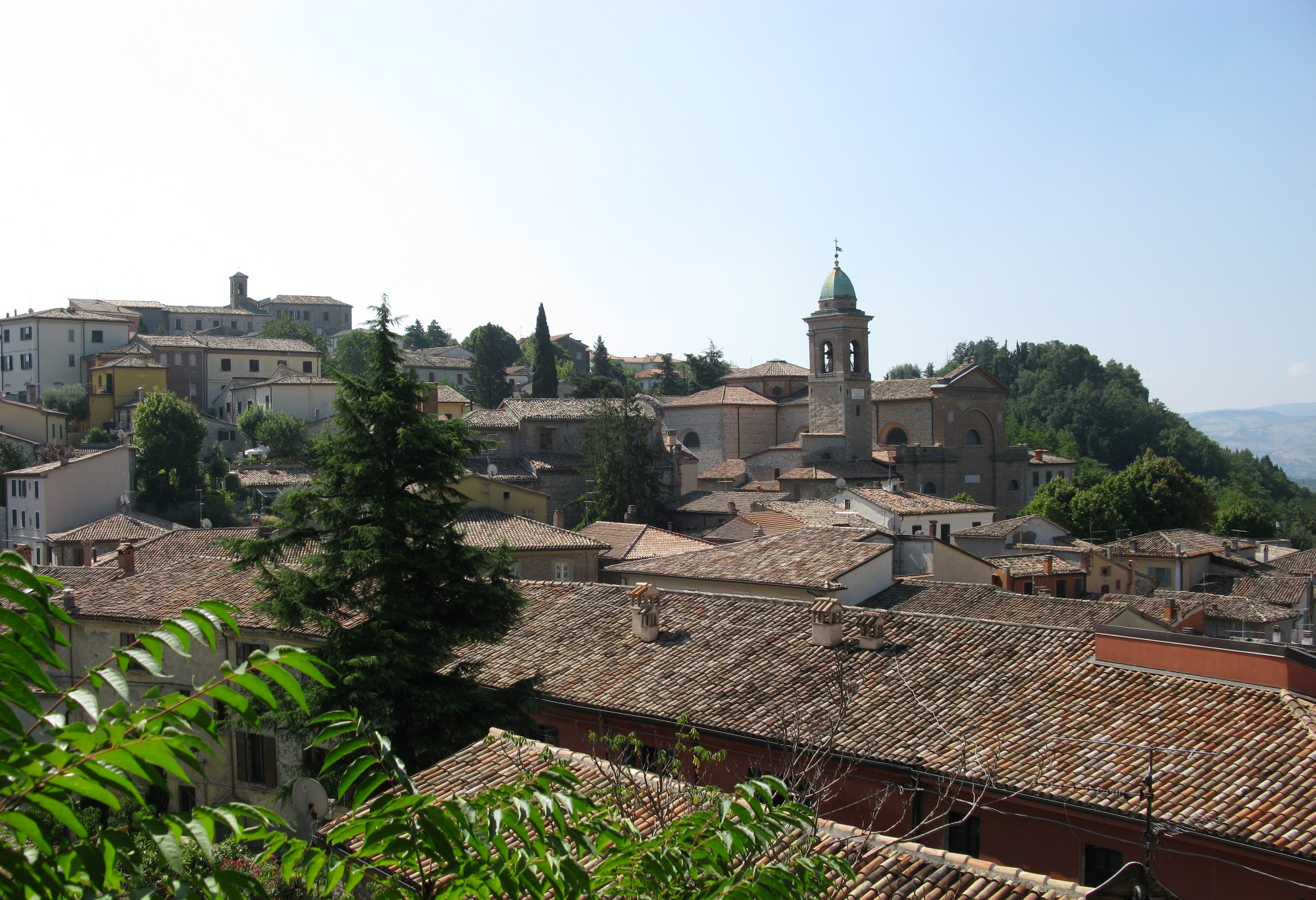
Verucchio Borgo e Chiesa Collegiata

Nel 1353 papa Innocenzo VI affidò al cardinale Egidio Albornoz la conquista dei territori della Romagna che, anche a causa della lontananza del papato dall'Italia (sono gli anni della cosiddetta "cattività Avignonese") non erano mai entrati effettivamente nel dominio della Chiesa. Nel 1355 il cardinale Albornoz sconfisse i Malatesta salvo poi giungere a un accordo concedendo loro il Vicariato (non ereditario) sulle terre della Chiesa. Anche Verucchio rientrò sotto il dominio pontificio, ma rimase sostanzialmente nella disponibilità della famiglia Malatesta e in particolare di  Galeotto I che venne nominato Vicario della Santa Sede per Rimini, Fano e Pesaro.
Il borgo fu perduto dai Malatesta due volte: prima a seguito della sconfitta di Carlo I Malatesta nella battaglia di Zagonara (1424) passando brevemente ai Visconti, poi definitivamente nel 1462, quando Sigismondo Pandolfo Malatesta (1431-1462) dopo un lungo assedio da parte di Federico da Montefeltro perse la rocca del Sasso per il tradimento del castellano.
La cittadina conobbe un periodo di decadenza e passò di mano in mano a diversi signori: Cesare Borgia dopo la conquista della Romagna (1501-1503); dopo la sua caduta i Veneziani (breve dominio da novembre 1503 a marzo 1506); nel XVI sec. ritornò allo Stato della Chiesa divenendo “mezzo per compensare economicamente e politicamente i servigi e i crediti di personaggi dell'entourage papale”.
Nel 1516 Leone X (Giovanni de' Medici) lo infeudò a Gian Maria Giudeo di Domenico Alemanno, ebreo convertito di origine tedesca, eccellente suonatore di liuto. Furono forse proprio queste sue doti di musicista ad attrargli i favori del Papa che, prima di nominarlo governatore e conte di Verucchio, gli aveva anche conferito il nome e lo stemma dei Medici. Lo stesso Leone X con bolla del 21 marzo 1518 attribuì a Verucchio il titolo di città.
A Giovanni Maria subentrò il figlio, Camillo, ma alla morte di Leone X nel 1521 il nuovo papa Adriano VI avocò alla Santa Sede il dominio della città. Il suo successore Clemente VII, altro papa della casata dei Medici, nel 1525 rinfeudò Giovanni Maria, ma questi vendette il feudo ad un altro Medici di un ramo collaterale, Zenobio (o Zanobi), che effettuò l'acquisto utilizzando in gran parte la dote della moglie Ippolita Comnena. Proprio in virtù di tale fatto, non avendo la coppia dato alla luce eredi legittimi, con una bolla del 1529 Clemente VII riconobbe alla donna, a titolo personale vitalizio, il diritto di subentrare al marito alla morte di questi, effettivamente intervenuta l'anno successivo. Nel 1539 papa Paolo III estese il beneficio successorio concesso alla Comnena anche ai figli nati dal suo secondo matrimonio con Lionello II Pio di Savoia. Il matrimonio si inseriva in una precisa politica dei Pio che, cacciati da Carpi, erano stati investiti dal Papa della titolarità di diversi centri della Romagna ed in quest'area stavano tentando di consolidare il loro potere. L'importanza e l'interesse della Comneno e dei Pio per Verucchio è dimostrato anche dalla corrispondenza tra questi e la Comunità di Verucchio. Nel 1566 il nuovo papa Pio V estese ulteriormente il benificio successorio vitalizio attribuito alla Comnena anche ai suoi nipoti, ma nel 1580, con la bolla di revisione dei titoli feudali di Gregorio XIII del 1º giugno, l'atto di Pio V fu dichiarato nullo, e alla morte di Alberto IV Pio di Savoia (figlio di Ippolita e Lionello), avvenuta quello stesso anno, il feudo fu definitivamente confiscato dalla Camera Apostolica.
Per tutto il XVIII secolo il territorio fu luogo di passaggio di eserciti austriaci, spagnoli e napoletani fino al 1797, quando con l'arrivo in Italia dell'esercito francese subì i rapidi rivolgimenti del periodo napoleonico. Entrò a far parte della Repubblica Cispadana e dopo il breve periodo (1799-1800) di occupazione austriaca e di governo della Cesarea Regia Reggenza, a seguito della pace di Lunèville (9 febbraio 1801), con gli altri territori della Legazione di Romagna rientrò stabilmente nella Repubblica Cisalpina (dipartimento del Rubicone), che nel 1802 prese il nome di Repubblica Italiana e nel 1805 si trasformò in Regno d’Italia.
Con la caduta di Napoleone e la Restaurazione Verucchio (come il resto delle Legazioni e le cosiddette "province di seconda recupera”) venne restituito allo Stato Pontificio solo a seguito dell'atto finale del Congresso di Vienna (giugno 1815) dopo un periodo di occupazione napoletana ed austriaca (1814-1815).
Nel 1849 giunse a Verucchio Giuseppe Garibaldi, che con la moglie Anita e ormai pochi seguaci dopo la caduta della Repubblica Romana stava cercando di raggiungere Venezia ancora in mano agli insorti. Nella notte del 31 luglio, dopo aver respinto le condizioni di resa imposte dagli Austriaci che circondavano la piccola Repubblica del Titano insieme alle truppe toscane con circa diecimila uomni, Garibaldi riuscì a fuggire da San Marino, seguito da Anita, incinta e febbricitante, da Giovanni Battista Culiolo, detto “Leggero” dal frate barnabita Ugo Bassi, da Angelo Brunetti detto “Ciceruacchio” e da circa 150 volontari. Il 1° agosto, dunque, ebbe inizio la cosiddetta “trafila” romagnola, ovvero la rete di patrioti e democratici che, dopo aver sostenuto la Repubblica romana, aiutarono Garibaldi inseguito dagli Austriaci.
Dopo essere insorto nel giugno 1859 contro lo Stato pontificio, come il resto della Romagna, a seguito dei plebisciti, nel marzo 1860 Verucchio venne ufficialmente annesso al Regno di Sardegna, che nel 1861 si sarebbe trasformato in Regno d'Italia.

### Dal Novecento a oggi
Nella Seconda guerra mondiale Verucchio subì il peso dell'occupazione e delle rappresaglie nazi-fasciste. L'episodio più grave fu l'eccidio dei "Nove martiri di Verucchio", fucilati per rappresaglia il 21 settembre 1944.
Durante i drammatici giorni del passaggio della Linea Gotica si assistette ad un durissimo scontro tra alleati e tedeschi in ritirata. Numerosi sfollati riminesi trovarono rifugio in paese, soprattutto nella frazione di Villa Verucchio.

### Simboli

Gonfalone civico

Lo stemma di Verucchio è stato concesso con decreto del Presidente della Repubblica del 3 gennaio 1989.
Il gonfalone è un drappo troncato di giallo e di azzurro.

## Monumenti e luoghi d'interesse

### Architetture civili e militari

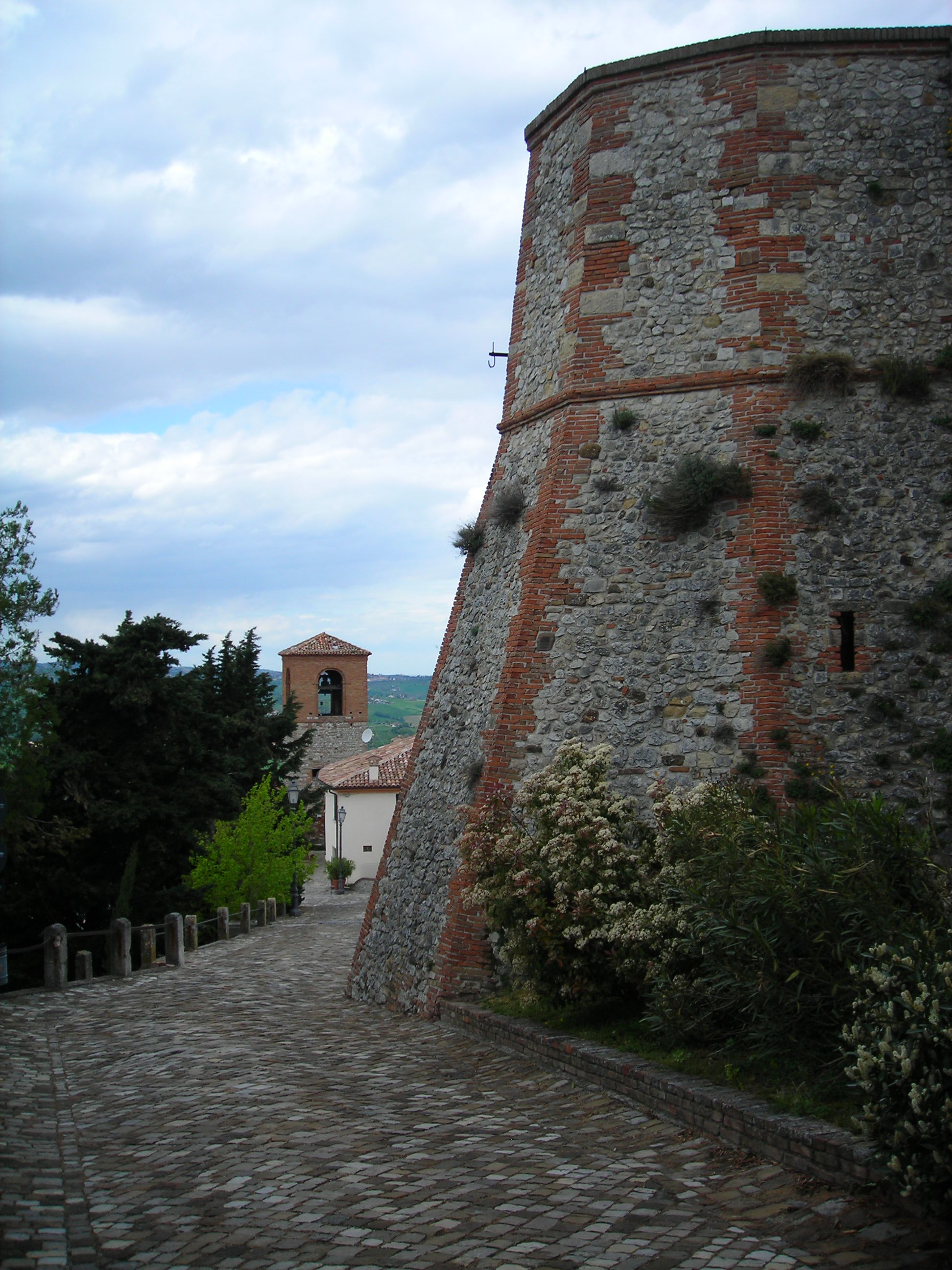
Particolare del Torrione della SS. Trinità della Rocca Malatestiana

- La rocca Malatestiana (o "rocca del Sasso") è una delle più grandi e meglio conservate della Signoria. Costruita intorno al secolo XII, ha visto il sovrapporsi di successive e sempre più complesse opere di fortificazione; è la parte più antica che desta maggior attenzione. La rocca fu caposaldo dei Malatesta che la conservarono per circa 300 anni. Nel 1450 fu ulteriormente ampliata da Sigismondo Malatesta.
- La rocca del Passarello con l'annessa porta costituisce il secondo nucleo fortificato di Verucchio. Su di essa nel 1600 fu costruito il monastero delle monache di Santa Chiara.
- Rimasti intatti anche la Torre civica e gran parte delle mura con diversi bastioni difensivi.
- Sulla piazza Malatesta, la principale del paese, si affaccia palazzo Giungi-Morolli, risalente al XVII-XVIII secolo, palazzo Bedetti e il neo-gotico palazzo Ripa, sede del Municipio.

### Architetture religiose
- La chiesa Collegiata di San Martino fu costruita nel 1863 su progetto degli architetti Antonio Tondini e Filippo Morolli[19]. Di pregio le opere all'interno, tra le quali due crocifissi di legno del XIV e XV secolo (il primo attribuito al Maestro di Verucchio) e una tela del pittore Francesco Nagli (1600 circa) raffigurante San Martino che dona il mantello al povero.
- Il monastero di Santa Chiara
- La chiesa del Suffragio
- La pieve romanica di Sant'Antonio è una delle costruzioni più antiche: si pensa sia databile al 990. Si raggiunge prendendo la strada che dal paese di Verucchio scende a valle fino a Villa Verucchio.
- Il convento di San Francesco a Villa Verucchio, con al centro del chiostro un monumentale cipresso, la cui età è stimata attorno ai settecento anni, piantato, secondo la tradizione, da san Francesco stesso. Di recente vi sono stati fortunosamente ritrovati affreschi della Scuola Riminese del Trecento.
- La pieve di San Martino in Rafaneto, che risalirebbe all'XI secolo.

### Aree naturali
- Oasi WWF "Ca' Brigida"

## Società

### Evoluzione demografica
Abitanti censiti

### Etnie e minoranze straniere
Secondo i dati ISTAT al 31 dicembre 2009, la popolazione straniera residente era di 871 persone. Le nazionalità maggiormente rappresentate in base alla loro percentuale sul totale della popolazione residente erano:
- Albania 174 1,74%
- Marocco 119 1,19%
- Repubblica di Macedonia 114 1,14%

## Cultura
A partire dagli anni ‘70 Verucchio è sede del Centro internazionale ricerche “Pio Manzù” che ha la sede nella frazione di Ponte Verucchio.

### Musei
- Il Museo civico archeologico, realizzato all'interno del monastero di Sant'Agostino, raccoglie ed espone i reperti provenienti dalle necropoli adiacenti all'antico insediamento villanoviano. La sua ricca dotazione comprende un'emorme quantità di monili in ambra, ceramiche anche greche, tessuti e mantelli in lana e lino, cesti in vimini, arredi in legno e offerte in cibo. Grazie alla particolare natura del terreno dagli scavi sono infatti emersi anche reperti in materiali organici che si sono eccezionalmente conservati per quasi tremila anni: così è accaduto ai celebri troni in legno di acero finemente intagliato, in assoluto fra i più antichi oggetti in questo materiale presenti in Italia.

### Eventi
Maggio vede l'allestimento di mostre, convegni, concorsi dedicati alla rosa.
A luglio prende l'avvio Verucchio Festival, appuntamento di musica antica e di nuove tendenze musicali giovanili.
Agosto e settembre sono segnati dalle Feste dei Malatesta che trasformano il centro storico in un borgo medievale con parate, banchetti, cene di corte e giostre cavalleresche e d'armi.

## Economia

### Turismo
Il comune si fregia della Bandiera arancione, riconoscimento di qualità turistico-ambientale conferito dal Touring Club Italiano, ed è associato al club de I borghi più belli d'Italia.

## Infrastrutture e trasporti
La principale strada di collegamento è la via Marecchiese, che attraversa Villa Verucchio.

## Amministrazione
| Periodo        | Periodo        | Primo cittadino   | Partito      | Carica  | Note |
| -------------- | -------------- | ----------------- | ------------ | ------- | ---- |
| 23 aprile 1995 | 12 giugno 2004 | Sergio Giovagnoli | lista civica | sindaco |      |
| 12 giugno 2004 | 26 maggio 2014 | Giorgio Pruccoli  | lista civica | sindaco |      |
| 26 maggio 2014 | 10 giugno 2024 | Stefania Sabba    | lista civica | sindaco |      |
| 10 giugno 2024 | in carica      | Lara Gobbi        | lista civica | sindaco |      |

## Sport
- A.S.D. Verucchio, è la principale squadra di calcio comunale, fondata nel 1957. Dopo aver militato diversi anni in Serie D tuttora milita nel campionato di Promozione e dispone di un settore giovanile.
- A.S.D. Villa Verucchio, fondata nel 2008. Milita attualmente nel campionato di Seconda Categoria.